# Festuca levingei
Festuca levingei är en gräsart som beskrevs av Otto Stapf. Festuca levingei ingår i släktet svinglar, och familjen gräs. Inga underarter finns listade i Catalogue of Life.